# Parides bunichus
Parides bunichus är en fjärilsart som först beskrevs av Jacob Hübner 1821.  Parides bunichus ingår i släktet Parides och familjen riddarfjärilar. Inga underarter finns listade i Catalogue of Life.

## Bildgalleri

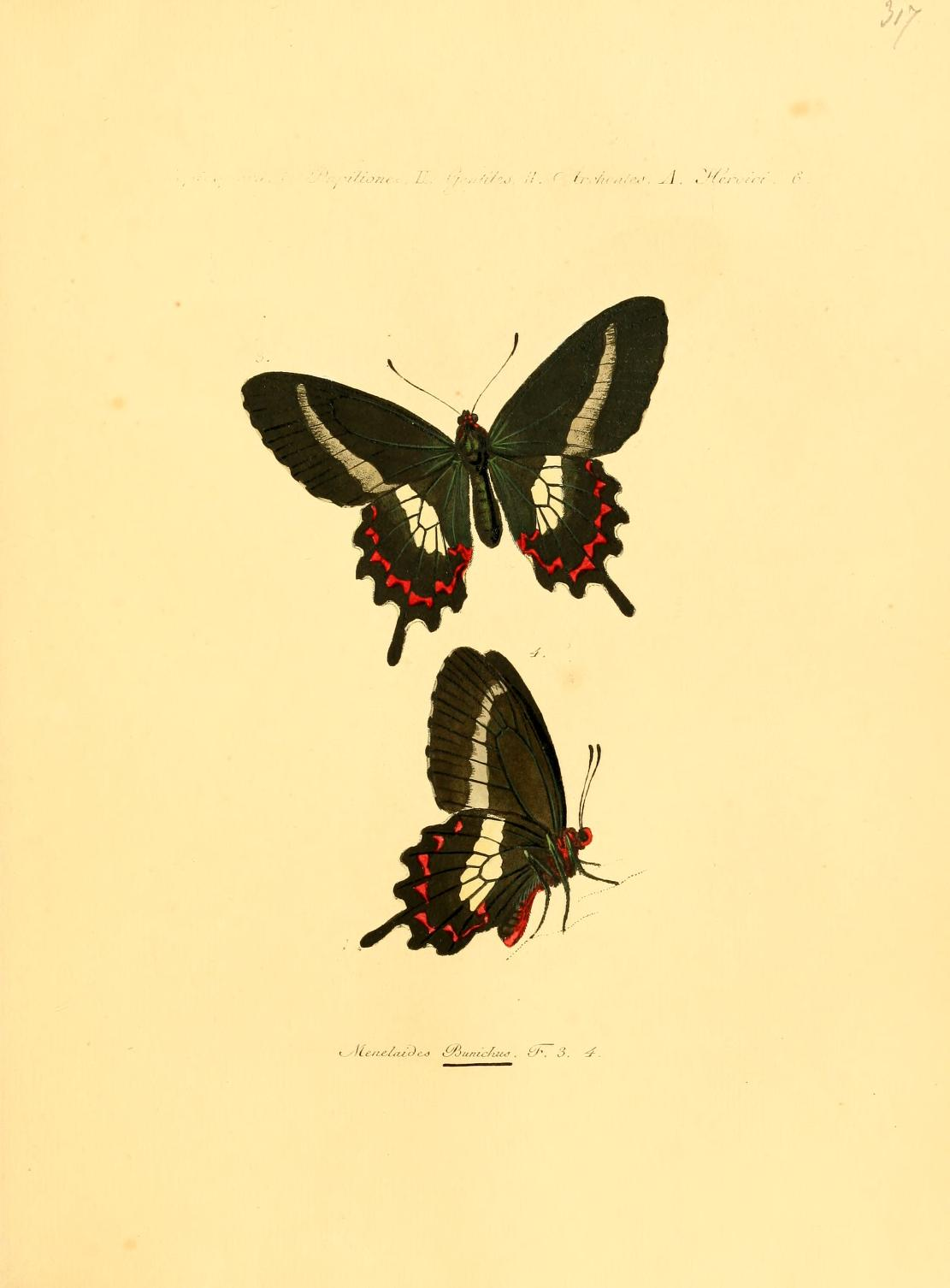